# Lomepal
Antoine Valentinelli, dit Lomepal, né le 4 décembre 1991 dans le 13e arrondissement de Paris, est un rappeur et chanteur français.
Après ses débuts dans le rap en 2011, il publie cinq EP : Le singe fume sa cigarette en 2013, en collaboration avec Caballero et Hologram Lo’ , Cette foutue perle en 2013, Seigneur en 2014, Majesté en 2015 et ODSL en 2016 ; puis trois albums studio : FLIP, sorti en juin 2017 et certifié triple disque de platine, Jeannine, sorti en décembre 2018 est certifié disque de diamant (la réédition sort en 2019 sous le titre Amina), et Mauvais Ordre, sorti en septembre 2022.
En parallèle, il se lie d'amitié avec d'autres rappeurs comme les belges Caballero et JeanJass, mais aussi Roméo Elvis et Fixpen Sill.
En 2023, il fait l'objet d'accusations d'agressions sexuelles et de viols par trois femmes, qui déposent plainte. En janvier 2025, la procédure le concernant est classée sans suite.

## Biographie

### Jeunesse et formation
Antoine Valentinelli est né le 4 décembre 1991 dans le 13e arrondissement de Paris. Il est le fils de Dominique Valentinelli, lecteur-correcteur chez Gallimard, et d'une mère artiste-peintre,.
Il évolue ainsi dans un environnement aussi artistique qu'instable. En effet, les revenus de sa mère, qui l'élève, sont très irréguliers : « Classe moyenne, un peu bohème. J'ai vécu dans un immense atelier où il y avait de grandes expos. Ma mère vendait bien et, à d'autres moments, c'était beaucoup plus difficile financièrement. » Son père quitte la maison alors qu'il est encore jeune, Antoine Valentinelli grandit donc entouré de ses trois sœurs et de sa mère.
L'époque du lycée illustre bien cette situation ; le jeune Antoine se fait renvoyer du lycée Rodin à Paris 13e et entraîne même la mutation de la proviseure. Il déclarera à propos de cette période : « Chez moi, c'était la guerre : mon père se faisait la malle, ma mère était à l'hôpital, je n'avais pas la tête à l'école. » Il passe le bac en candidat libre, avant d'entamer des études de montage qu'il arrêtera pour se consacrer au rap.

### Débuts (2011-2016)
Proche du collectif L'Entourage, Lomepal devient rappeur par le biais du skate, sa première passion à cause de laquelle il dit s'être « tout cassé déjà cinq fois ». « C'est bien simple : je ne me rappelle pas ne pas avoir skaté un jour pendant dix ans. »
Il fait sa première apparition musicale en 2011 sur le morceau À la trappe de Nekfeu, sous le pseudonyme Jo Pump, inspiré d'un personnage de la bande dessinée Le Testament de M. Pump de Hergé. Initialement chargé de réaliser le clip, il se retrouve finalement à remplacer Areno Jaz pour poser un couplet, expérience qu'il qualifiera plus tard de prématurée. Critiqué pour sa prestation, il décrit cette première apparition comme un échec qui l'a poussé à perfectionner son art. Il poursuit en solo avec un premier EP intitulé 20 mesures, sur lequel il déclarera en 2019 : « J'ai sorti 20 mesures parce qu'il fallait que je sorte quelque chose après l'échec du morceau avec Nekfeu. »
Entre 2013 et 2016, il enchaîne plusieurs EPs en solo, à commencer par Cette foutue perle en 2013 produit par le beatmaker Meyso. Il poursuit avec en 2014 avec Seigneur, sur lequel il collabore notamment avec Akhenaton sur le titre Passe au-dessus, puis en 2015 avec l'EP Majesté. En 2016, il publie le trois titres ODSL en collaboration avec Stwo (en) à la production.
En parallèle, Lomepal participe en 2014 à Fixpen Singe, un groupe éphémère créé avec Fixpen Sill, Caballero et Meyso, qui donne lieu à un EP de six titres vendu en tournée.
Le rappeur parisien doit son nom de scène à ses amis de jeunesse. En effet, ces derniers le croyaient toujours malade en raison de son teint pâle, d'où Lomepal, transcription phonétique de « l'homme pâle ».

### Flip(2017)
Le 30 juin 2017, Lomepal publie son premier album studio, FLIP, dont la pochette, inspirée par Love on the Beat de Serge Gainsbourg, le montre travesti en femme sur fond rose, choix atypique dans le milieu hip-hop. Porté par le single Yeux disent certifié single de diamant en mars 2019, l'album reçoit un accueil critique favorable. La réédition Flip Deluxe sort le 1er décembre de la même année et permet à l'album d'atteindre les 50 000 ventes du disque d'or quelques jours plus tard. En juillet 2020, Flip est certifié triple disque de platine.

### Jeannine(2018)
Le 7 décembre 2018, Lomepal publie son second album, Jeannine, nommé en hommage à sa grand-mère atteinte de schizophrénie,. Annoncé en septembre 2018 avec le single 1000°C en duo avec Roméo Elvis, l'album comprend également des collaborations avec JeanJass, Orelsan et Philippe Katerine. Le 30 avril 2019, Lomepal organise le Vérité Show, un talk-show diffusé en direct sur YouTube et Radio Nova, mêlant humour, interviews et performances live. L'événement se termine avec le tournage en direct du clip La vérité, extrait de Jeannine, réalisé par Dario Fau avec Orelsan et les invités de l'émission.
Le 19 octobre 2019, il sort avec Arte le film 3 Jours à Motorbass, mêlant documentaire et sessions live, où il interprète des morceaux de ses deux premiers albums en version acoustique. Un album regroupant ces reprises est publié peu après.
Le 25 octobre de la même année, la réédition Amina enrichit Jeannine de onze titres supplémentaires, dont cinq morceaux inédits, trois versions acoustiques, un instrumental et une maquette. En avril 2021, l'album est certifié disque de diamant.
En 2020, Lomepal est nommé aux Victoires de la musique dans la catégorie « artiste masculin » face à Philippe Katerine et Alain Souchon, tandis que Jeannine est nommé dans la catégorie « album » .

### Mauvais Ordre(2022)

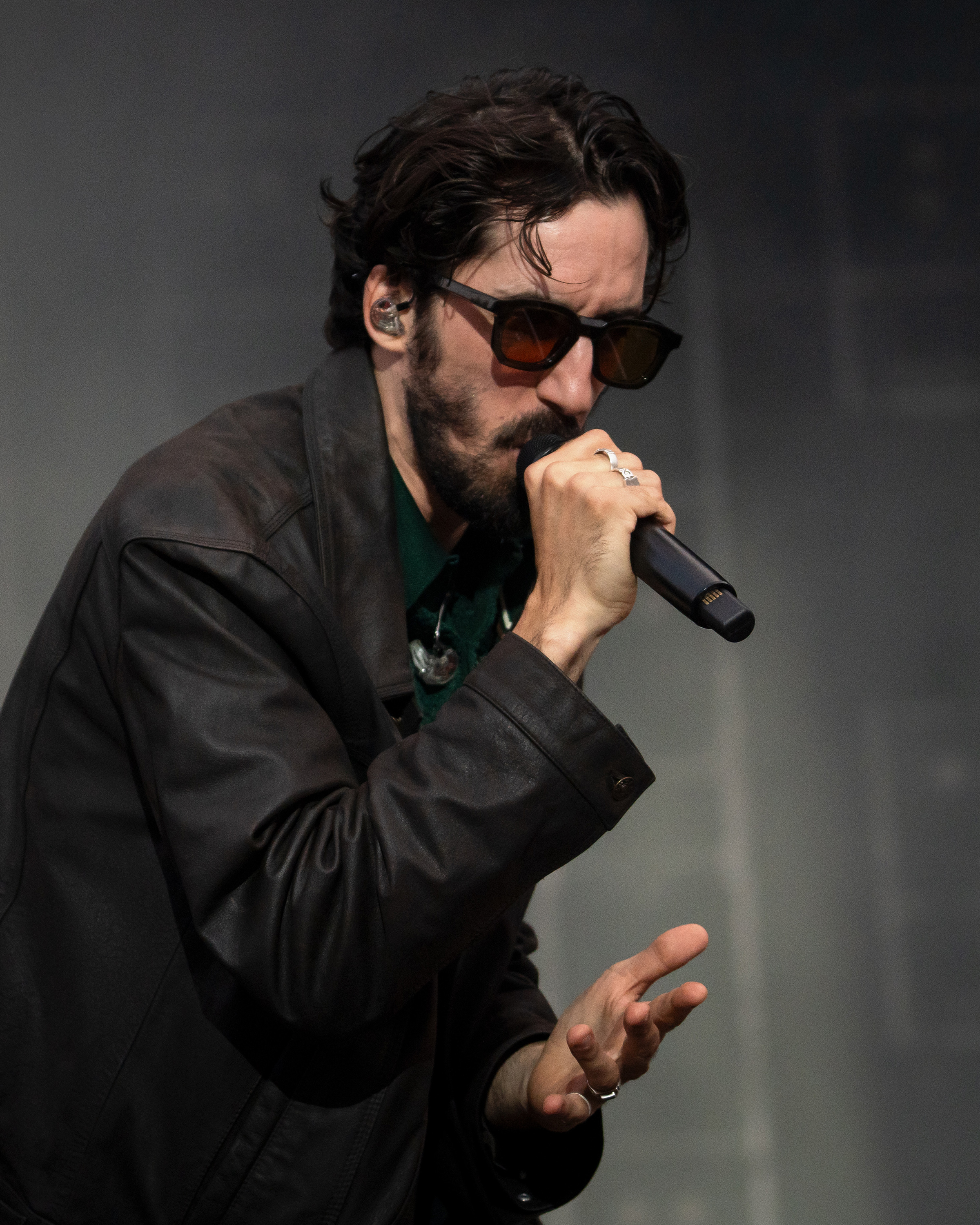
Lomepal à La Nuit de l'Erdre 2023.

En juin 2022, Lomepal dévoile deux nouveaux titres, Tee et Auburn, accompagnés de leurs clips. Le 28 août, lors d'un live sur Instagram et YouTube, il annonce la sortie de son troisième album, Mauvais Ordre, pour le 16 septembre 2022, ainsi qu'une tournée en 2023. Le disque est marqué par un virage vers des sonorités rock, avec des arrangements joués par des vrais instruments, et par une écriture « plus fictionnelle ».
Le 25 février 2023, lors de la tournée Mauvais Ordre Tour, son concert à l'Arena de Genève est annulé en raison d'une menace d'attentat, entraînant l'évacuation de la salle par les forces de sécurité. Un suspect est arrêté mais relâché deux jours plus tard, tandis que la procédure judiciaire reste en cours,,. En novembre 2023, Mauvais Ordre est certifié triple disque de platine.

### Vie privée
Depuis 2019, il est en couple avec l'actrice suisse Souheila Yacoub.

## Affaires judiciaires

### Accusations d'agressions sexuelles (depuis juillet 2023)
En juillet 2023, Lomepal est accusé d'agressions sexuelles sur plusieurs femmes ; cette polémique est lancée le 19 juillet 2023 par une journaliste sur Instagram qui raconte avoir entendu des témoignages,. Quelques semaines plus tard, le parquet de Paris annonce qu'une plainte avait été déposée en 2020 concernant des faits remontant à 2017 et qui se seraient déroulés à l'étranger. Il est indiqué que le procureur de la République « a confié une enquête en préliminaire du chef de viol au 3e DPJ » visant le chanteur,.
Le 3 août 2023, Lomepal poste une story sur Instagram dans laquelle il dément les accusations à son encontre et se dit prêt à répondre à la justice lorsqu'elle l'interrogera. Il affirme notamment que lors de « relations d'un soir », « il peut y avoir des incompréhensions, des perceptions différentes ».
L'association Planning familial 06 (Alpes-Maritimes) et le collectif NousToutes tentent sans succès de faire annuler un concert prévu le 6 août 2023 au festival Les Plages électroniques à Cannes. Les organisateurs du festival déclarent vouloir « honorer leurs engagements contractuels ».
Le festival Cabaret Vert annule une date de concert de Lomepal prévue le 17 août 2023, déclarant ne pas « rester indifférent face aux émotions que suscite cette plainte et ce, conformément à ses valeurs ».
En mars 2024, une seconde plainte pour viol est déposée contre le rappeur pour des faits qui remonteraient à 2018.
Le journal Mediapart révèle le 21 mai 2024 qu'une troisième femme a porté plainte contre le rappeur le jour-même, recueillant les témoignages de deux des plaignantes. Lomepal nie une nouvelle fois les faits.
En janvier 2025, la procédure concernant les trois plaintes le concernant est classée sans suite.

## Discographie

### Albums studio
- 2017 : FLIP
- 2018 : Jeannine
- 2022 : Mauvais Ordre